# Caroline Delemer
Pour les articles homonymes, voir Delemer.
Caroline Delemer, née le 11 mars 1965 est une pentathlonienne française.

## Palmarès
| Discipline/Année                         | 1986 | 1987 | 1988 | 1989 | 1990 | 1991 | 1992 | 1993 | 1994 | 1995 | 1996 | 1997 | 1998 | 1999 | 2000 | 2001 |
| ---------------------------------------- | ---- | ---- | ---- | ---- | ---- | ---- | ---- | ---- | ---- | ---- | ---- | ---- | ---- | ---- | ---- | ---- |
| Jeux olympiques Individuel               | -    | -    | -    | -    | -    | -    | -    | -    | -    | -    | -    | -    | -    | -    | 10e  | -    |
| Championnats du monde seniors Individuel | -    | -    | 3e   | 3e   | -    | 2e   | -    | -    | -    | -    | -    | -    | -    | -    | -    | -    |
| Championnats du monde seniors Équipe     | 1e   | -    | 3e   | -    | -    | 3e   | -    | -    | -    | -    | -    | -    | -    | -    | -    | -    |
| Championnats du monde seniors Relais     | -    | -    | -    | -    | -    | -    | 2e   | -    | -    | -    | -    | -    | -    | -    | -    | -    |
| Championnats d'Europe seniors Individuel | -    | -    | -    | -    | -    | -    | -    | -    | -    | -    | -    | -    | -    | -    | -    | -    |
| Championnats d'Europe seniors Équipe     | -    | -    | -    | -    | -    | -    | -    | -    | -    | -    | -    | -    | -    | -    | 3e   | -    |
| Championnats d'Europe seniors Relais     | -    | -    | -    | -    | -    | -    | -    | -    | -    | -    | -    | -    | -    | -    | -    | -    |
| Championnats de France Individuel        | -    | -    | -    | -    | -    | -    | -    | -    | 1re  | -    | 1re  | 1re  | -    | 1re  | 1re  | 1re  |

Ce palmarès n'est pas complet